# Quỹ Bill & Melinda Gates
Quỹ Bill & Melinda Gates (viết tắt: BMGF, tiếng Anh: Bill & Melinda Gates Foundation) là một tổ chức từ thiện lớn nhất thế giới, được sự góp vốn bởi Bill Gates, chủ tịch và người sáng lập ra tập đoàn Microsoft, và vợ của ông, bà Melinda Gates. Có trụ sở tại Seattle, Washington, Mỹ,  được thành lập vào năm 2000 và nó là quỹ tư nhân lớn nhất trên thế giới, nắm giữ 46,8 tỷ đô la tài sản. Quỹ được thành lập tháng 1 năm 2000 bởi sự hợp nhất của Quỹ khuyến học Gates và Quỹ William H. Gates  với mục đích nâng cao chăm sóc y tế và giảm nghèo đói trên toàn cầu, và giúp tăng cơ hội học tập và tiếp cận công nghệ thông tin tiên tiến tại Hoa Kỳ.
Tổ chức này được kiểm soát bởi ba người được ủy thác là Bill và Melinda Gates, và Warren Buffett. Giám đốc điều hành của tổ chức là Mark Suzman. Tháng 10 năm 2006, quỹ có hỗ trợ vốn vào khoảng 31.9 tỷ USD. Tính đến ngày 31 tháng 12 năm 2018, quỹ có nguồn vốn lên tới 46.8 tỷ USD. Tính đến năm 2018, Bill và Melinda Gates đã quyên góp khoảng 36 tỷ USD cho quỹ. Kể từ khi thành lập, quỹ đã quyên góp và hỗ trợ một loạt các dự án phát triển xã hội, y tế và giáo dục, bao gồm cả việc thành lập Học bổng Gates Cambridge tại Đại học Cambridge.

## Lịch sử

### Đóng góp của Warren Buffet
Warren Buffett, người giàu thứ hai trên thế giới, cam kết đóng góp vào khoảng 300,7 tỷ đô la Mỹ bằng cổ phần cho tổ chức này, làm nó thành tổ chức từ thiện lớn nhất trong lịch sử.

## Hoạt động
To maintain its status as a charitable foundation, the Bill & Melinda Gates Foundation must donate funds equal to at least 5 percent of its assets each year. As of April 2014, the foundation is organized into four program areas under chief executive officer Susan Desmond-Hellmann, who "sets strategic priorities, monitors results, and facilitates relationships with key partners":
- Global Development Division
- Global Health Division
- United States Division
- Global Policy & Advocacy Division
- Global Growth & Opportunity Division[9]

The foundation maintains an online database of grants.

### Open access policy

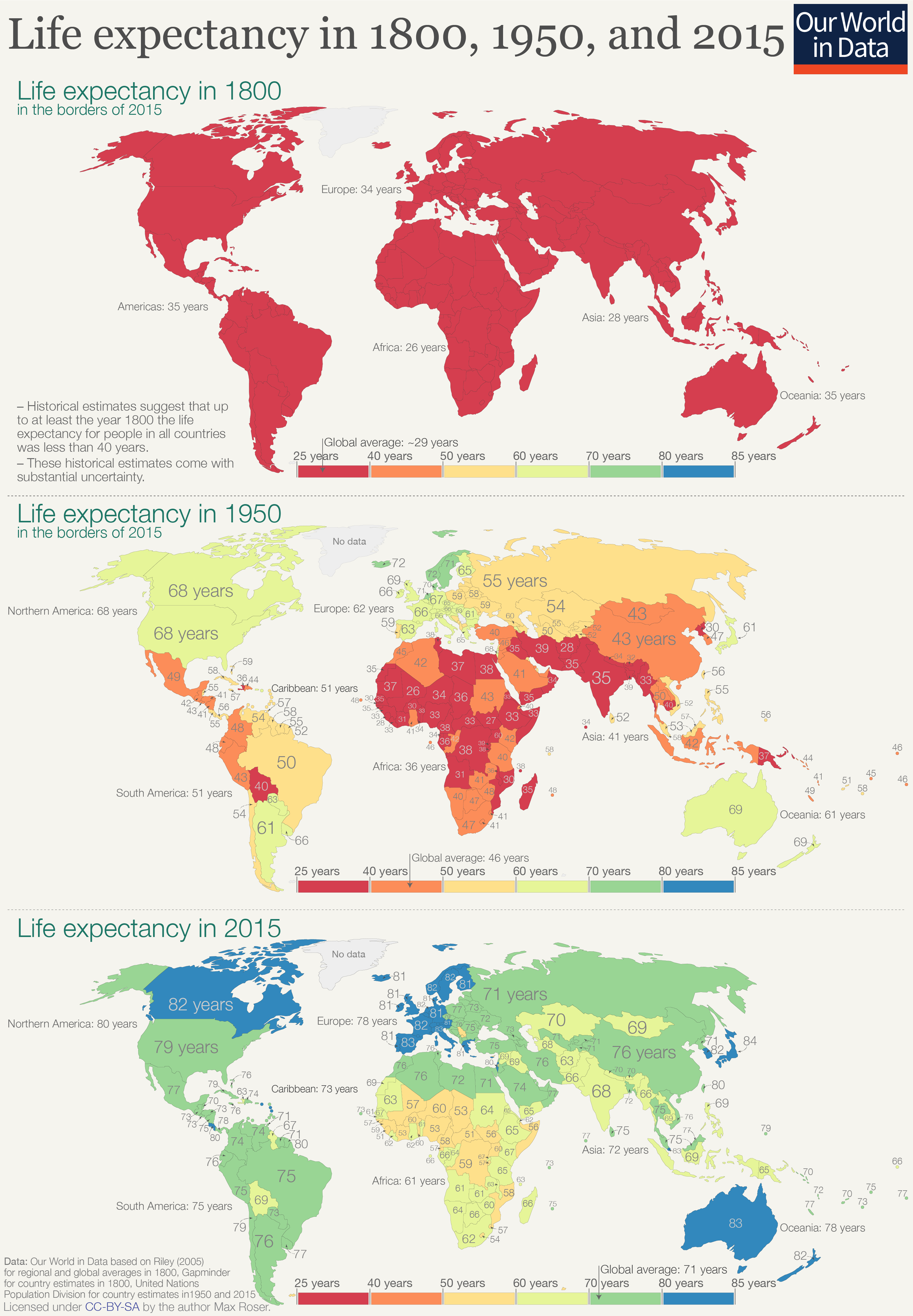
Tuổi thọ trên toàn thế giới vào năm 1800, 1950, và 2015 – hình ảnh của Our World in Data

In November 2014, the Gates Foundation announced that they were adopting an open access (OA) policy for publications and data, "to enable the unrestricted access and reuse of all peer-reviewed published research funded by the foundation, including any underlying data sets". This move has been widely applauded by those who are working in the area of capacity building and knowledge sharing. Its terms have been called the most stringent among similar OA policies. As of ngày 1 tháng 1 năm 2015 their Open Access policy is effective for all new agreements. In March 2017, it was confirmed that the open access policy, Gates Open Research, would be based on the same initiative launched in 2016 by Wellcome Trust in their Wellcome Open Research policy launched in partnership with F1000 Research.
The Gates Foundation supported Our World in Data, one of the world's largest open-access publications. Bill Gates called the publication his "favorite website".
Our World in Data is a scientific online publication, based at the University of Oxford, that studies how to make progress against large global problems such as poverty, disease, hunger, climate change, and inequality. The mission of Our World in Data is to present "research and data to make progress against the world's largest problems".

### Funds for grants in developing countries
The following table lists the Bill & Melinda Gates Foundation's committed funding as recorded in their International Aid Transparency Initiative (IATI) publications. The Gates Foundation announced in October 2013 that it would join the IATI. The IATI publications only include a subset of Gates Foundation grants (mainly excluding grants to developed countries), and contain few grants before 2009 (which are excluded from the table). The Gates Foundation states on the IATI Registry site that "reporting starts from 2009 and excludes grants related to our US programs and grants that if published could harm our employees, grantees, partners, or the beneficiaries of our work".
|                                                   | Vốn cam kết ($ millions) | Vốn cam kết ($ millions) | Vốn cam kết ($ millions) | Vốn cam kết ($ millions) | Vốn cam kết ($ millions) | Vốn cam kết ($ millions) | Vốn cam kết ($ millions) | Vốn cam kết ($ millions) |
| DAC 5 Digit Sector                                | 2009                     | 2010                     | 2011                     | 2012                     | 2013                     | 2014                     | 2015                     | Tổng                     |
| ------------------------------------------------- | ------------------------ | ------------------------ | ------------------------ | ------------------------ | ------------------------ | ------------------------ | ------------------------ | ------------------------ |
| Infectious disease control                        | 256.9                    | 720.3                    | 462.8                    | 528.7                    | 1248.3                   | 1271.8                   | 1097.5                   | 5586.4                   |
| Malaria control                                   | 324.5                    | 101.7                    | 133.6                    | 75.5                     | 302.4                    | 377.6                    | 140.8                    | 1456.1                   |
| STD control including HIV/AIDS                    | 175.5                    | 26.9                     | 291.4                    | 199.7                    | 184.4                    | 264.4                    | 165.7                    | 1308.0                   |
| Tuberculosis control                              | 69.2                     | 211.1                    | 59.5                     | 273.9                    | 135.3                    | 100.1                    | 244.8                    | 1094.0                   |
| Reproductive health care                          | 173.8                    | 66.8                     | 77.4                     | 165.2                    | 84.9                     | 207.6                    | 130.0                    | 905.8                    |
| Agricultural research                             | 84.7                     | 27.8                     | 196.2                    | 192.8                    | 207.1                    | 14.7                     | 83.9                     | 807.2                    |
| Family planning                                   | 104.5                    | 21.2                     | 21.4                     | 49.3                     | 165.0                    | 145.8                    | 181.7                    | 688.9                    |
| Health policy and administrative management       | 119.3                    | 14.3                     | 145.7                    | 75.5                     | 61.1                     | 113.4                    | 130.3                    | 659.5                    |
| Agricultural development                          | 5.2                      | 30.0                     | 0.0                      | 35.0                     | 0.0                      | 325.1                    | 86.1                     | 481.3                    |
| Agricultural policy and administrative management | 72.9                     | 30.0                     | 77.5                     | 77.1                     | 86.2                     | 19.7                     | 96.9                     | 460.3                    |
| Promotion of development awareness                | 47.2                     | 45.0                     | 35.5                     | 41.7                     | 124.4                    | 61.7                     | 80.7                     | 436.2                    |
| Basic health care                                 | 22.3                     | 23.9                     | 43.7                     | 73.2                     | 1.7                      | 45.6                     | 206.3                    | 416.7                    |
| Basic nutrition                                   | 19.2                     | 15.7                     | 40.9                     | 51.5                     | 63.7                     | 55.9                     | 148.2                    | 395.2                    |
| Basic sanitation                                  | 10.1                     | 34.9                     | 82.9                     | 74.9                     | 59.1                     | 48.7                     | 64.9                     | 375.5                    |
| Financial policy and administrative management    | 29.0                     | 18.4                     | 9.8                      | 8.9                      | 70.1                     | 32.9                     | 53.4                     | 222.5                    |
| Khác                                              | 487.5                    | 273.8                    | 2208.9                   | 260.2                    | 332.1                    | 433.3                    | 2195.7                   | 6191.5                   |
| Tổng toàn bộ                                      | 2002                     | 1662                     | 3887                     | 2183                     | 3126                     | 3518                     | 5107                     | 21485                    |

The following table lists the top receiving organizations to which the Bill & Melinda Gates Foundation has committed funding, between 2009 and 2015. The table again only includes grants recorded in the Gates Foundation's IATI publications.
| Organization                                            | Amount ($ millions) |
| ------------------------------------------------------- | ------------------- |
| GAVI Alliance                                           | 3,152.8             |
| World Health Organization                               | 1,535.1             |
| The Global Fund to Fight AIDS, Tuberculosis and Malaria | 777.6               |
| PATH                                                    | 635.2               |
| United States Fund for UNICEF                           | 461.1               |
| The Rotary Foundation of Rotary International           | 400.1               |
| International Bank for Reconstruction and Development   | 340.0               |
| Global Alliance for TB Drug Development                 | 338.4               |
| Medicines for Malaria Venture                           | 334.1               |
| PATH Vaccine Solutions                                  | 333.4               |
| UNICEF Headquarters                                     | 277.6               |
| Johns Hopkins University                                | 265.4               |
| Aeras                                                   | 227.6               |
| Clinton Health Access Initiative Inc                    | 199.5               |
| International Development Association                   | 174.7               |
| CARE                                                    | 166.2               |
| World Health Organization Nigeria Country Office        | 166.1               |
| Agence française de développement                       | 165.0               |
| Centro Internacional de Mejoramiento de Maíz y Trigo    | 153.1               |
| Cornell University                                      | 146.7               |
| Alliance for a Green Revolution in Africa               | 146.4               |
| United Nations Foundation                               | 143.0               |
| University of Washington Foundation                     | 138.2               |
| Foundation for the National Institutes of Health        | 136.2               |
| Emory University                                        | 123.2               |
| University of California San Francisco                  | 123.1               |
| Population Services International                       | 122.5               |
| University of Oxford                                    | 117.8               |
| International Food Policy Research Institute            | 110.7               |
| International Institute of Tropical Agriculture         | 104.8               |

According to the OECD, the Bill & Melinda Gates Foundation provided USD 4.0 billion for development in 2018.